# 塔城柳
塔城柳（学名：Salix tarbagataica）为杨柳科柳属的植物，为中国的特有植物。分布在中国大陆的新疆等地，生长于海拔1,400米至1,500米的地区，一般生长在山区河岸边，目前尚未由人工引种栽培。